# Estigmene khasiana
Estigmene khasiana är en fjärilsart som beskrevs av Rothschild 1910. Estigmene khasiana ingår i släktet Estigmene och familjen björnspinnare. Inga underarter finns listade i Catalogue of Life.